# Thomas Letsch
Thomas Letsch est un entraîneur de football allemand né le 26 août 1968 à Esslingen am Neckar.

## Carrière d'entraîneur
Letsch n'a jamais été joueur professionnel de football et a commencé sa carrière d'entraîneur au VfB Oberesslingen/Zell en tant que joueur-entraîneur. En juillet 2001, il est devenu l'entraîneur de l'équipe réserve des Stuttgarter Kickers jusqu'en 2002, mais il a également fait partie du staff de l'équipe première jusqu'à la fin de la saison 2002-2003. Il a ensuite rejoint le FC Union Heilbronn où il a été entraîneur pendant une saison. De janvier 2005 à juillet 2007, il a été l'entraîneur adjoint du SSV Ulm 1846. De janvier 2008 à juin 2009, il a été l'entraîneur de la SG Sonnenhof Großaspach.
En juillet 2012, il rejoint Salzbourg où il prend en charge l'équipe des moins de 16 ans du FC Red Bull Salzbourg. Deux mois plus tard, il est également nommé directeur du football de l'académie. Durant la saison suivante, il est promu entraîneur adjoint de l'équipe première. À partir de juillet 2014, il devient l'entraîneur de l'équipe des moins de 18 ans.
Pendant son temps avec les moins de 18 ans, il est également l'entraîneur adjoint du FC Red Bull Salzbourg. En décembre 2015, après le limogeage de Peter Zeidler, il occupe le poste d'entraîneur principal de Salzbourg pour deux matchs. Durant la saison 2015-2016, il est également l'entraîneur de l'équipe du FC Red Bull Salzbourg lors de l'UEFA Youth League. À la suite du départ de Zeidler, il devient l'entraîneur du FC Liefering en juin 2015.